# Edificio El Ateneo

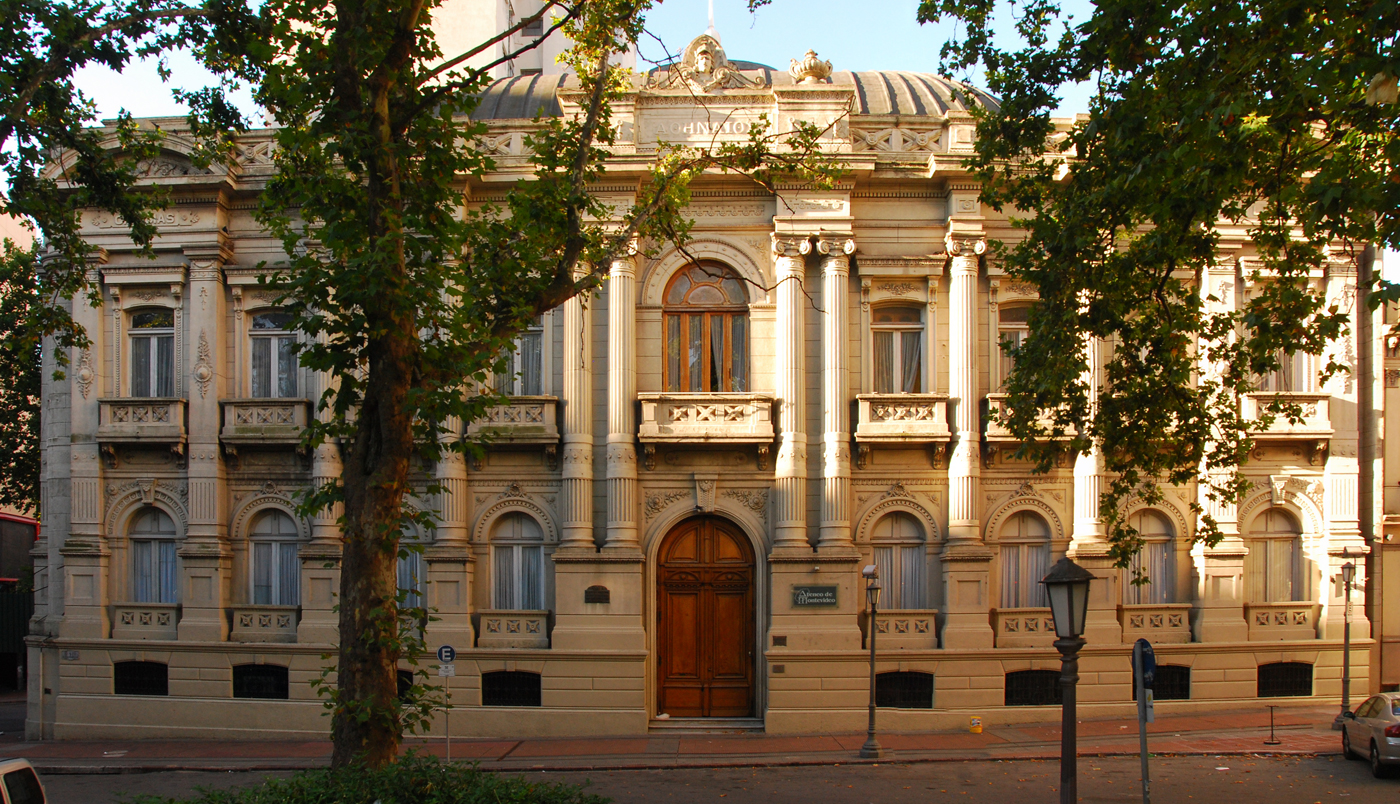
Edificio El Ateneo

Das Edificio El Ateneo ist ein Bauwerk in der uruguayischen Landeshauptstadt Montevideo.
Das infolge einer aus dem Jahr 1897 stammenden Projektierung am 18. Juli 1900 eröffnete Gebäude befindet sich im Barrio Centro an der Plaza Cagancha 1157, Ecke Avenida Gral. Rondeau 1388. Für den Bau zeichneten die Architekten Julián Masquelez und José María Claret verantwortlich. Die Fassadengestaltung geht auf Architekt Emilio Boix zurück. Um 1916 folgte die Errichtung der Aula durch die Architekten J. Vilamajó und H. Azzarini sowie J. L. Zorrilla de San Martín. 
Das Edificio El Ateneo dient als Sitz des Ateneo de Montevideo. Es ist dem Stil des historischen Eklektizismus zuzuordnen. Das Edificio El Ateneo wurde auf Grundlage der Resolution 1397/975 am 21. August 1975 als Monumento Histórico Nacional klassifiziert.